# Dinastia nibelúngida
A dinastia nibelungida era uma linhagem ou ramo familiar saída da Dinastia pipinida. Faziam portanto parte da Nobreza Franca e descendiam de Quildebrando I, filho de Pepino de Herstal e irmão de Carlos Martel. A ramificação tem seu nome originado em Nibelungo I, filho de Quildebrando. Esta família teve suas possessões na Borgonha e na Picardia.

Brasão de Armas de Autun

Brasão de Armas de Madri

Brasão de Armas de Vexin

Brasão de Armas de Amiens

Brasão de Armas de Vermandois

Brasão de Armas de Troyes

Brasão de Armas de Viennois

## Os prefeitos do palácio da Austrásia
- Pepino de Herstal (635-714), filho de Ansegisel, Prefeito do palácio da Austrásia, e Begga, prefeito do palácio e Duque da Austrásia (679-714), o prefeito do palácio da Austrásia e Prefeito do palácio Borgonha (687-700). Casou-se com Plectrude filha de Hugoberto da Austrásia e teve como concumbina Alpaida, filha Quildebrando

## Condes deAutun
- Quildebrando I (690-752), filho de Pepino de Herstal e Alpaida, Conde da Borgonha, Duque da Provença, e Senhor dos Baugy Perrecy
- Nibelungo I (710-786), filho de Quildebrando I e Senhor de Baugy Perrecy
- Quildebrando II (730-796), filho de Nibelungo I, Missus em Autun, Senhor dos Baugy Perrecy
- Quildebrando III (771-836), filho de Nibelungo II, conde de Madri, e Berta de Autun, Senhor dos Perrecy Baugy (? -836), Missus em Autun, conde de Autun (796-815). Casou-se com Dunna
- Ecardo II (810-876), filho de Quildebrando III e de Dunna, Senhor dos Perrecy Baugy (836-876), conde de Morvois (840-859), conde de Chalon-sur-Saône (863-876), conde de Macon (870-876), conde de Autun (872-876). Casou-se com Aldegonde e depois Casou-se com Riquilda, filha de Ricardo II, conde de Amiens
- Bernardo (812-872), filho de Quildebrando Dunna e III, conde de Autun (868-872), Marquês de Borgonha (868-872)
- Teodorico II (? -883), Filho de Quildebrando Dunn e III, conde de Autun (877-879). Casou-se com a filha de Ricardo II (?), conde de Amiens

## Condes deMadri
- Nibelungo II (750-805), filho de Quildebrando II e?, Senhor e Senhor dos Perrecy Baugy, conde de Hesbaye conde de Madri. Casou-se com Berta de Autun, filha de Teodorico I, conde de Autun e de Mâcon
- Teodeberto ou Teodorico (770-822), filho de Nibelungo II e Berta de Autun, o conde de Madri (802-822). Casou-se com Ermengarda

## Condes deVexin
- Nibelungo III (772-818), filho de Nibelungo II, conde de Madri, e Berta de Autun, conde de Vexin
- Nibelungo IV (810-880), filho de Nibelungo III, Missus em Avalon e conde de Vexin
- Teodorico III (?-?), filho de Nibelungo IV, conde de Vexin, conde de Valois. Casou-se com Heilwig
- Raul I (?-926), filho de Teodorico III e Heilwig, conde de Vexin, conde de Valois, conde de Amiens. Casou-se com Eldegarde
- Raul II (?-943), filho de Raul I e Eldegarde, conde de Vexin, conde de Valois, conde de Amiens. Casou-se com Liégarde
- Valter (? -992), Filho de Raul II e Liégard, conde de Vexin, conde de Valois, conde de Amiens

## Condes deAmiens
- Ecardo I (? -844), Filho de Nibelungo II, conde de Madri, e Berta de Autun, conde de Amiens (? -844)
- Angilvino (? -853), Filho de Teodorico, conde de Madri e Ermengarda, conde de Amiens (847-853)
- Ecardo IV (?-?), filho de Angilvino, conde de Amiens
- Ricardo (843-885), filho de Teodorico II, conde de Autun, conde de Amiens
- Erminfrido (?-?), filho de Teodorico III, conde de Vexin, e de Heilvigo, conde de Amiens

## Condes deVermandois
- Teodorico I (805-877), filho de Nibelungo III, conde de Vexin, conde de Vermandois (840-877)

## Condes deTroyes
- Valter (868-924), filho de Ricardo, conde de Amiens e de conde de Troyes (?-924). Casou-se com Teutberga, filha de Teobaldo, conde de Arles
- Ricardo (895-?), filho de Garnier e de Teutberga de Arles, conde de Troyes (926-?)

## Condes deViennois
- Hugo (895-936), filho de Garnier, conde de Troyes, e de Teutberga de Arles, Conde de Viennois. Casou-se com Willa de Borgonha, filha de Luís de Borgonha, conde de Turgau
- Ecardo III (?-?), filho de Ecardo I, conde de Amiens
- Ademar (?-?), filho de Nibelungo IV, conde de Vexin
- Humberto (928-976), filho de Hugues, e de Willa de Borgonha, Conde de Viennois